# 阿瑞娜 (泳装)
Arena S.p.A.是由霍爾斯特·達斯勒於1973年創立的義大利泳裝製造公司。目前公司總部位於義大利托倫蒂諾。1990年，愛迪達將還在使其產品商業化的Arena出售給日本公司迪桑特。
Arena在法國、德國和美國設有子公司，並通過遍布全球100多個國家的經銷商和代理商來經營全球網絡營運。

## 歷史
Arena由愛迪達創辦人阿道夫·達斯勒的兒子霍爾斯特·達斯勒於1973年創立，目的是製造競賽泳衣。在游泳運動員馬克·史必茲在1972年夏季奧林匹克運動會奪得七枚金牌後，達斯勒萌生了生產運動服的想法。